# Rings of Power
Rings of Power est un jeu vidéo de rôle développé par la société Naughty Dog et édité par Electronic Arts en 1991 sur Mega Drive. Les auteurs sont Andy Gavin, Jason Robin et Vijay Dande, tels qu'ils sont signalés sur l'écran de présentation du jeu. Il n'existe pas de traduction française de ce jeu. La quête du jeu est de réunir un compagnon de chaque guilde, en se rendant auprès des Maîtres, puis à parcourir le monde à la recherche des Anneaux du Pouvoir. Les onze Anneaux réunis reforment le Spectre de Nexus. Chaque anneau est affilié à une guilde.

## Système de jeu
L'environnement est en 3D isométrique, comme les jeux de la série Populous. Les mouvements des personnages sont liés au carrelage du sol et sont extrêmement saccadés. Le personnage principal du jeu, Buc, se déplace seul sur la carte du monde même s'il possède des compagnons dans son équipe. Le joueur peut "voir" plus précisément la région où il se trouve, à l'image de la rencontre des ennemis dans The Adventure of Link sur NES.
Les combats se déroulent au tour par tour, dans un décor neutre toujours identique. La position des personnages pendant le combat est dynamique et aléatoire. Plusieurs stratégies sont possibles, dont la fuite (flee). On ne peut pas choisir son adversaire pour l'attaque suivante. Les sorts s'achètent dans les guildes correspondantes, au prorata de leur puissance. Dès que la barre bleue de magie est consommée, l'énergie des sortilèges est prise sur la barre de vie rouge.
Très rapidement dans le jeu, l'ensemble de la carte est accessible grâce à des moyens de transport divers : bateaux, galions, dinosaures et wyverns. Un sextant à découvrir permet de se repérer. Les dialogues sont gérés à travers plusieurs thèmes : job, class, city, quest, sell, buy, bribe et fight. Pour voyager, il faut acheter suffisamment de nourriture et d'eau. L'écoulement du temps se fait sentir par les cycles du jour et de la nuit.

## Guildes
Plusieurs guildes se partagent le pouvoir sur Ushka Bau, le nom du monde de Rings of Power.
- Les Prêtres Rouges de Nexus

Ce sont les servants de Nexus. Les guerriers forment la caste des Paladins de Nexus. Leur capitale est la Grande Cathédrale. Là reviennent à la vie les personnes que Nexus a choisies comme hérauts. Ils s'habillent dans une robe rouge.
- Les Prêtres Noirs de Void

Ce sont les servants de Void. Ils ne se mêlent aux Prêtres Rouges que dans la ville de Kaos. Leur robe est noire et leur apparence est corrompue par le mal.
- Les Sorciers

Pratiquant l'art du mentalisme, ce sont les plus intellectuels des six Arts. Leurs pouvoirs leur confère
le contrôle sur les esprits des autres. Ils se reconnaissent par leurs vêtements modestes. Leur symbole est l'Œil de Mind. Thalmus de la ville de Mind est le maître de la guilde, et le plus puissant des sorciers en ce monde. Son élève le plus connu est Buc.
- Les Chevaliers

Les puissants Chevaliers de l'Ordre de Séparation sont des combattants-magiciens qui ont le pouvoir de couper en deux les objets et les personnes. Ils croient trouver la signification de la vie
en séparant ou désassemblant les objets dans leurs diverses composantes. Ils sont reconnus par l'armure métallique qu'ils portent et pour leur longue épée. Leur symbole est une épée brisée (appelée aussi croix de Lorraine). Hack de la Guilde des Pièces de la ville de Division est le maître de la guilde des Chevaliers. Son élève le plus connu est Slash.
- Les Nécromanciens

leur Art est celui du Corps. Ces inquiétants personnages ont une connaissance du corps qui les permet de soigner ou causer des blessures - dans quelque cas ils peuvent même ressusciter les morts. Ils croient que la vie n'est rien d'autre qu'une partie de la mort. Ils se reconnaissent par leurs vêtements noirs, et leur symbole est un Crâne. Flemm de la ville de Blood est le maître de la guilde. Son élève le plus connu est Mortimer.
- les Enchanteurs

Leur Art est capable d'altérer les objets qui les entourent, en les changeant dans n'importe quelle forme à leur convenance. Ces étranges personnages croient que dans le changement réside la vraie
essence de la vie - pour eux, rien ne peut jamais rester égal. Des cheveux rouges et des vêtements voyants les distinguent des autres. Leur symbole est celui de l'Infini (un huit couché). Xylotyl de la ville de Kaos est le maître de la guilde. Son élève le plus connu est Obliky.
- Les Archers

Leur arme de prédilection est, évidemment, l'arc. Ils croient que le mouvement et la vitesse sont les éléments plus importants de l'univers. Ils mettent toujours leur symbole, la Flèche de Force, sur un couvre-chef entouré de purs cheveux blancs. Arrow de la ville de Speed et le maître de la guilde. Son élève le plus connu est Feather.
- Les Conjureurs

Ils emploient leurs pouvoirs pour évoquer des formes parfaites issues d'autres univers. Ils cherchent seulement la perfection - n'importe quelle autre chose est sans importance. Ils sont aveugles, mais ils ont une vue intérieure qui rend possible la perception d'images de celui-ci et d'autres mondes. On les reconnaît grâce à leurs manteaux blancs et leurs purs yeux éclatants. Leur symbole est la sphère. Haze de la Ville de Perfection est le maître de la guilde. Son élève le plus connu est Alexi.

## Équipe de développement
- Producteur : Christopher Erhardt
- Game designer : Andy Gavin, Jason Rubin, Vijay Pande
- Programmation : Andy Gavin, Vijay Pande
- Art : Jason Rubin
- Son et musique : Alexander Hinds